# 25481 Willjaysun
25481 Willjaysun è un asteroide della fascia principale. Scoperto nel 1999, presenta un'orbita caratterizzata da un semiasse maggiore pari a 2,2921297 UA e da un'eccentricità di 0,1827045, inclinata di 5,53355° rispetto all'eclittica.